# Vaanstand

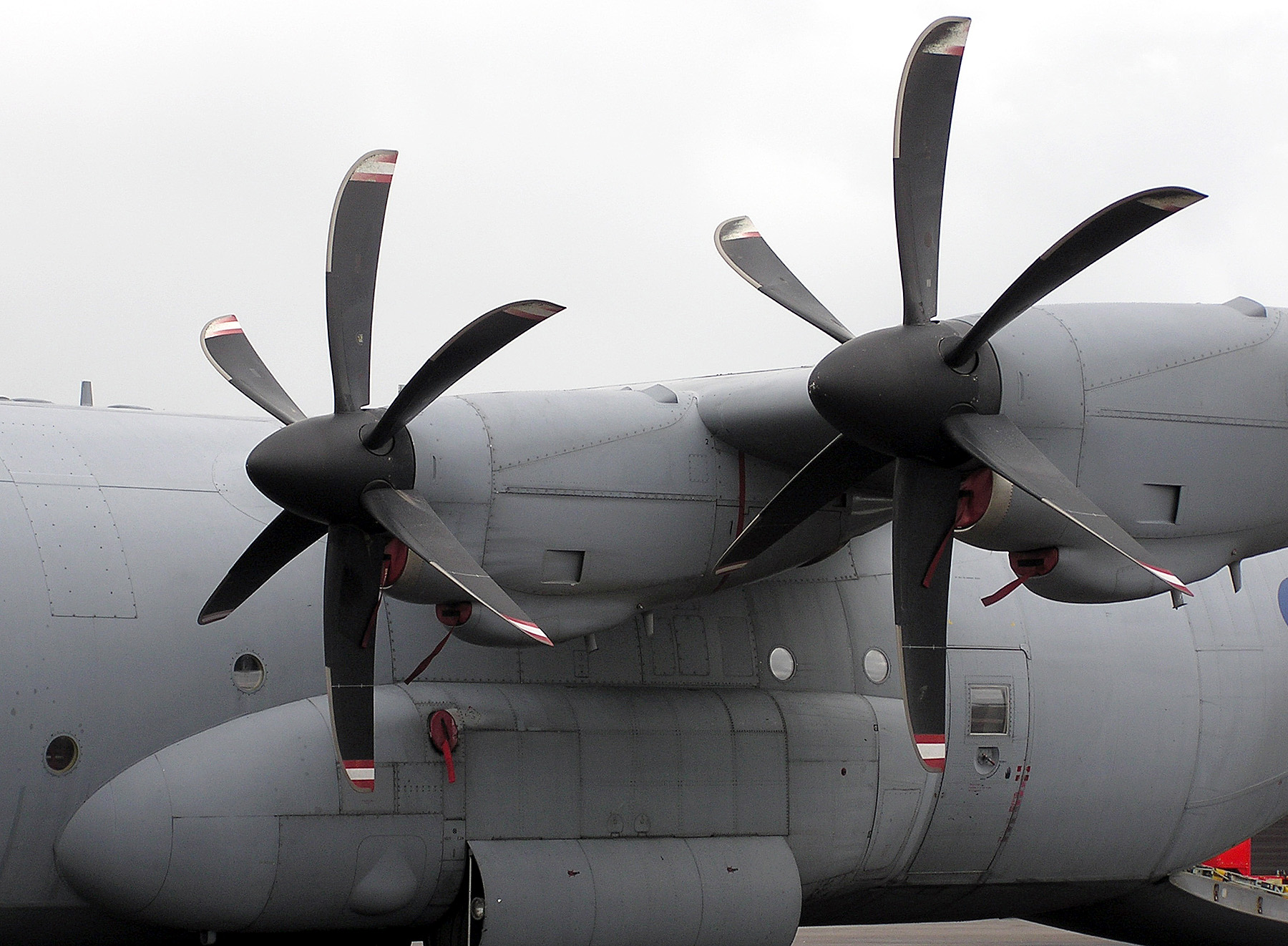
De motoren van een Hercules C.4 van de Britse luchtmacht met de propellers in de vaanstand

Een propeller in de vaanstand zetten betekent de propellerbladen zo gesteld worden dat de scherpe zijde van de propellerbladen in de vliegrichting komt. Dit wordt gedaan als bij een propellervliegtuig een motor uitvalt, en het nodig is om de luchtweerstand van de uitgevallen motor (dus van het hele vliegtuig) zo laag mogelijk te houden. 
Bij meermotorige vliegtuigen kunnen de overige motoren gebruikt worden om het vliegtuig op hoogte te houden of nog te laten klimmen; bij een enkelmotorig vliegtuig - of wanneer alle motoren zijn uitgevallen - wordt met de vaanstand bereikt dat het vliegtuig langzamer daalt, zodat er meer kans is om een noodlanding te maken.
Zet men de propeller niet in de vaanstand, dan zal de propeller door de luchtstroom blijven draaien. 
Dit heet windmilling.
Het kan schade aan de motor veroorzaken.